# بورلينغتون (كونيتيكت)
بورلينغتون (بالإنجليزية: Burlington, Connecticut)‏ هي بلدة أمريكية تقع في الولايات المتحدة في كونيتيكت. يقدر عدد سكانها بـ 9,301 نسمة ومساحتها 78.8 كم2 وترتفع عن سطح البحر 269 متر.